# Лонггу
Лонггу (Longgu, Logu) — австронезийский язык, на котором говорят сейчас около 1900 человек (данные 1990) на узкой полоске побережья на северо-востоке острова Гуадалканал (Соломоновы острова). Большинство носителей исповедует христианство (преимущественно англиканство), однако еще 80 лет назад около половины говорящих на лонггу практиковали местные верования. Носители лонггу составляют пять матрилинейных кланов, язык внутри этих кланов не различается. Название происходит от слова языка лонггу, означающего 'бухта', 'впадина'. 

## Генеалогические сведения

### Генеалогия
Лонггу относится к языкам Малайты и Сан Кристобала, принадлежащим южно-соломонской подветви центрально-восточноокеанийской ветви океанийских языков, являющихся в свою очередь подгруппой малайско-полинезийской ветви австронезийской семьи.

### География
Язык лонггу распространен на Соломоновых островах, на узкой полоске северо-восточного побережья острова Гуадалканал.

## Типологическая характеристика

### Тип выражения грамматических значений и характер границы между морфемами

#### Тип выражения грамматических значений
Лонггу является преимущественно синтетическим языком (синтетически выражены, например, посессивность, антикаузатив, маркировка объекта глагольной фразы, переходные глаголы могут быть образованы специальным суффиксом). Однако некоторые грамматические значения в нем выражено аналитически (например, аспект и наклонение).
m-e bere-zai-a burunga-na mi ngaia
CONJ-3SG.SBJ see-know-3SG.OBJ spouse-3SG.POSS CONJ S3G.PRO
‘И он узнал свою жену’
bota-li-a
crack-TR-OBJ
‘ломать что-то’
ma-bota
ANTIC-crack
‘ломаться’

#### Характер границ
По характеру границ между морфемами язык лонггу является агглютинативным. Все слоги в лонггу открытые ((C)V), что исключает возможность влияния соседних согласных друг на друга, подряд идущие гласные произносятся отдельно, не сливаясь и тоже не влияя никак друг на друга.
bere-ngi-a
see-TRS-3SG.OBJ
mwela-geni-i-na
child-woman-SG-DEM

### Тип маркирования

#### Именная группа
В посессивных конструкциях лонггу маркируется вершина. Различается отчуждаемая и неотчуждаемая принадлежность. К неотчуждаемой принадлежности относятся, в первую очередь, части тела, понятия, неотрывно связанные с человеком (например, тень, имя и др.), и абстрактные понятия, как. например, ‘мышление’. Некоторые термины родства в лонггу употребляются, как правило, в конструкциях с отчуждаемой принадлежностью, так как родственники не воспринимаются носителями как объекты, которыми можно владеть.
Неотчуждаемая принадлежность образуется присоединением посессивного суффикса к вершине.
e se bweina ta’e tatala-na mwela-ne
3SG.SBJ NEG big INTENS footprint-3SG.POSS child-DEIC
'След того ребенка не очень большой'
Посессивные суффиксы лонггу:
|            | 1 лицо                          | 2 лицо  | 3 лицо |
| ---------- | ------------------------------- | ------- | ------ |
| Ед. число  | -gu                             | -mu     | -na    |
| Дв. число  | (incl.) -garua (excl.) -mamerua | -miurua | -darua |
| Паукальное | (incl) -gaolu (excl) -mamelu    | -miolu  | -daolu |
| Мн. число  | (incl) -ga (excl) -mami         | -miu    | -da    |

Отчуждаемая принадлежность маркируется посессивным местоимением, следующим за вершиной именной группы.
m -e lae na udu ngaia nina
CONJ-3SG.SBJ go PERF friend 3SG DEIC
«и его друг пошел туда»
Посессивные местоимения
|            | 1 лицо  | 2 лицо   | 3 лицо  |
| ---------- | ------- | -------- | ------- |
| Ед. число  | Nagua   | Namua    | Nana    |
| Дв. число  | Nagarua | Namiurua | Nadarua |
| Паукальное | Nagaolu | Namiolu  | Nadaolu |
| Мн. число  | Naga    | Namiu    | Nada    |

#### Предложная группа
В предложной группе также маркируется вершина (предлог).
Группа устроена следующим образом:
предлог — посессивный суффикс — существительное
ta-na komu-i
LOC-3SG village-SG
'в деревне'
wa-na mwela-i
DAT-3SG child-SG
'для ребенка'

#### Предикация
В предикации лонггу также следует стратегии вершинного маркирования. Глагольная клитика маркирует субъект и согласуется с ним по роду и числу. В глагольном суффиксе маркируется объект глагольной группы.
a mwane e bere-ngi-a haka-i
ART man 3SG.SBJ see-TRS-3SG.OBJ ship-SG
‘the man saw the ship’

### Тип ролевой кодировки
Аргументы глаголы не имеют падежного маркирования. Субъектное местоимение глагольной фразы является обязательной составляющей клаузы и согласуется с агенсом переходных глаголов, агенсом или пациенсом одноместных глаголов. Объектный суффикс имеется только у переходных глаголов, согласуясь с объектом. Таким образом лонггу придерживается аккузативной стратегии согласования.
Sa + Sp
m-e bere-zai-a burunga-na mi ngaia
CONJ-3SG.SBJ see-know-3SG.OBJ spouse-3SG.POSS CONJ S3G.PRO
‘И он узнал свою жену’
A
M-ara lae
CONJ-3PL go
'И они идут'
P
Nau nu zudu ta-na eba-i
1SG 1SG.SBJ sit LOC-3SG mat.SG
'Я сижу на ковре'

### Базовый порядок слов
Порядок VO в лонггу является фиксированным. Однако S аргумент может располагаться как перед глагольной группой, так и после нее. Базовым порядком слов в лонггу считается VOS. Как и «большинство океанийских языков» лонггу «имеет достаточно строго фиксированный базовый порядок, но допускает передвижение составляющих в начало клаузы в целях топикализации».
VOS:
m-e bere-zai-a burunga-na mi ngaia
CONJ-3SG.SBJ see-know-3SG.OBJ spouse-3SG.POSS CONJ S3G.PRO
‘И он узнал свою жену’
SVO:
a mwane e bere-ngi-a haka-i
ART man 3SG.SBJ see-TR-3SG.OBJ ship-SG
‘the man saw the ship’

Как правило, местоимения первого лица в роли субъекта занимают позицию в начале клаузы, в то время как местоимения второго и третьего лица чаще ставятся носителями в конец.

## Фонология
Лонггу различает 23 фонемы: 5 гласных и 18 согласных.

### Согласные
Таблица согласных фонем языка лонггу выглядит следующим образом:
|                         | Губные | Зубные | Велярные | Глоттальные |
| ----------------------- | ------ | ------ | -------- | ----------- |
| Смычные                 | p, b   | t, d   | k, g     | ʔ           |
| Огубленные смычные      | bw     |        |          |             |
| Щелевые                 | β      | s, z   |          | h           |
| Носовые                 |        | n      | ŋ        |             |
| Огубленные носовые      | mw     |        |          |             |
| Боковые аппроксиманты   |        | l      |          |             |
| Дрожащие                |        | r      |          |             |
| Срединные аппроксиманты |        | w      |          |             |

### Гласные
Инвентарь гласных фонем:
|                  | Переднего ряда | Заднего ряда |
| Верхнего подъёма | i /i/          | u /u/        |
| Среднего подъёма | e /e/          | o /o/        |
| Нижнего подъёма  |                | a / а /      |

### Слоги
Подряд идущие гласные в лонггу всегда воспринимаются как отдельные, каждая образуя слог (что типично для языков Гуадалканала). Общая структура слога в лонггу — (C)V (слоги открытые).

### Ударение
Ударение в лонггу, как и в большинстве океанийских языков, падает на предпоследний слог.

## Семантико-грамматические сведения

### Особенности пространственной лексики
Для обозначения направления движения в лонггу используются следующие термины:
asi — море
longa — остров
ala’a — восток
toli — запад

В действительности, ala’a совпадает примерно с географическим югоо-востоком, а toli с северо-западом. Термины направления часто используются для описания подвижных элементов (например, рук или ног). Однако не все носители одинаково хорошо владеют терминами направлений, так же как и далеко не все носители лонггу используют систему 'право-лево'. Таким образом, обе системы сосуществуют и конкурируют внутри языка.
a’ae asi la vu toli
leg sea go to west
'нога, «направленная к морю», идет на запад'
a’ae longa-i la vu ala’a
leg inland-SG go to east
'«островная» нога идет на восток'

### Система местоимений
Местоимения в лонггу различают 4 числа: единственное, двойственное, паукальное и множественное. Местоимения первого лица (кроме ед. числа) различают инклюзивную и эксклюзивную формы.
|     | 1 лицо                   | 2 лицо | 3 лицо         |
| --- | ------------------------ | ------ | -------------- |
| SG  | nau/na                   | oe     | ngaia          |
| DU  | INCL EXCL gaoa/ga amerua | amurua | girua/ girarua |
| PAU | INCL EXCL golu amelu     | amolu  | giraolu        |
| PLU | INCL EXCL gia ami        | amu    | gira           |

ga — краткая форма местоимения первого лица дуалиса gaoa. Краткая форма na местоимения первого лица единственного числа nau употребляется перед ирреальной частицей ho.
Лонггу использует специальные посессивные местоимения для обозначения владения едой:
|     | 1 лицо | 2 лицо  | 3 лицо |
| --- | ------ | ------- | ------ |
| SG  | Agua   | Amua    | Ana    |
| DU  | Agarua | Amiurua | Adarua |
| PAU | Agaola | Amiolu  | Adaolu |
| PLU | Aga    | Amiu    | Ada    |

### Другие особенности
Лонггу имеет грамматическую категорию одушевленности, которая отражается, например, в выборе глагольного суффикса объекта. Категория рода в лонггу отсутствует.
Лонггу использует десятеричную систему счисления. Также в нем есть специальные слова для обозначения десятков некоторых объектов (как, например, 'десяток кокосов', 'десяток свиней', 'десяток пирогов'). Йан Хогбин (1964) предположил, что такая система была создана, чтобы подсчитывать и запоминать большие количества продуктов на пирах и праздниках.
В лонггу есть отдельные слова для обозначения младших братьев/сестер и старших.

## Список сокращений
Список использованных сокращений в глоссировании:
| 1     | первое лицо         |
| 2     | второе лицо         |
| 3     | третье лицо         |
| ANTIC | антикаузатив        |
| ART   | артикль             |
| CAUS  | каузатив            |
| CONJ  | конъюнктив          |
| DAT   | дательный падеж     |
| DEIC  | дейксис             |
| DU    | двойственное число  |
| EXCL  | эксклюзивность      |
| GEN   | родительный падеж   |
| INCL  | инклюзикность       |
| IRR   | ирреалис            |
| LOC   | локатив             |
| OBJ   | объект              |
| PAU   | паукальное число    |
| PERF  | перфект             |
| PL    | множественное число |
| POSS  | поcессивность       |
| PRO   | местоимения         |
| PRS   | настоящее время     |
| SBJ   | субъект             |
| SG    | единственное число  |
| TR    | переходность        |